# Vụ hỏa hoạn khu trụ sở truyền hình Bắc Kinh
Vụ hỏa hoạn khu trụ sở truyền hình Bắc Kinh diễn ra thứ hai, ngày 9 tháng 2 năm 2009 trong đêm lễ Nguyên Tiêu (Rằm Tháng Giêng Âm Lịch). Giữa lúc nhiều dân chúng Bắc Kinh đang bắn pháo bông, một cao ốc trong khu đài truyền hình Trung Quốc CCTV đã phát hỏa dữ dội với những ngọn lửa bùng lên bốc cao tới 9,2 m.

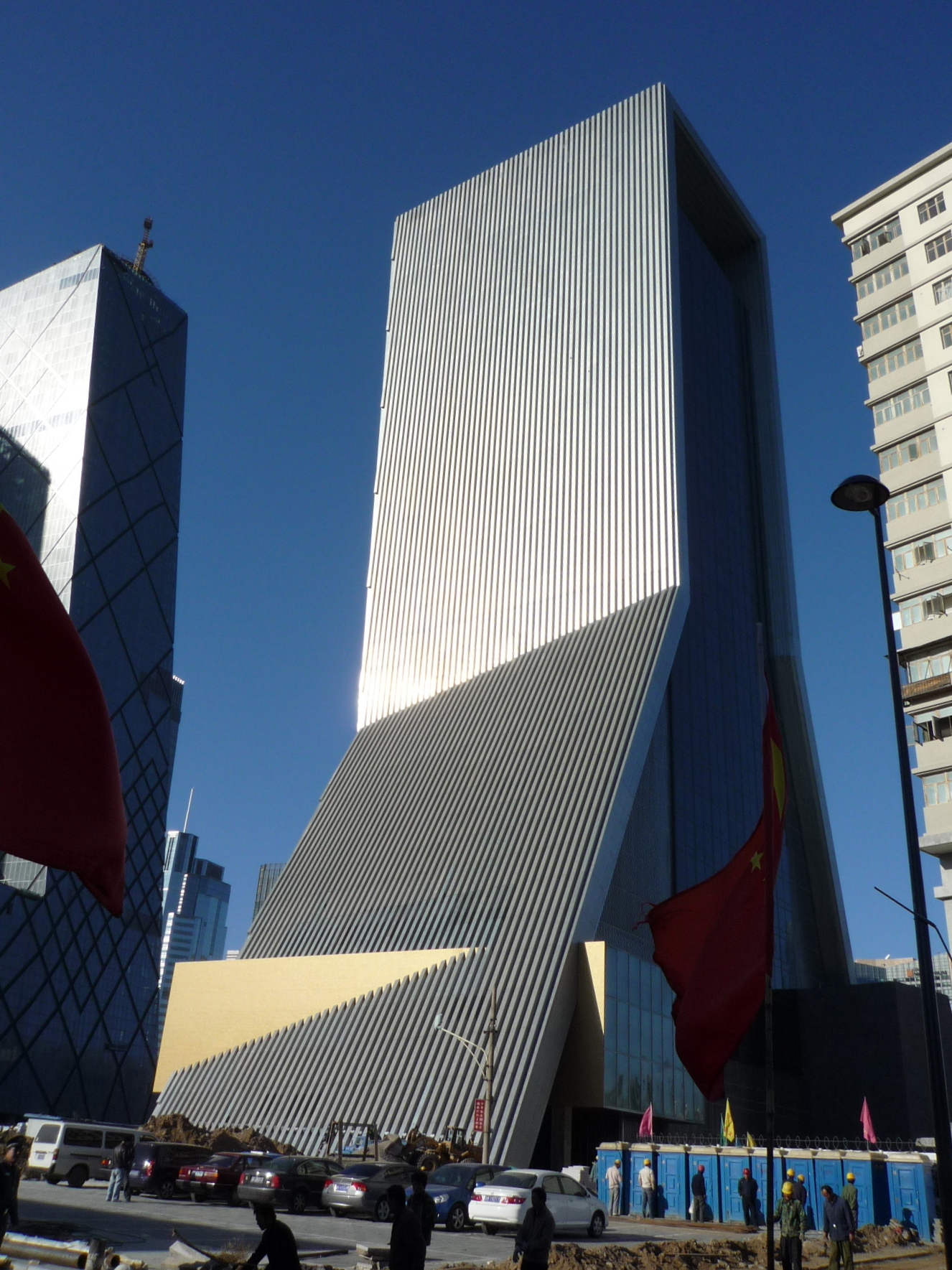
Tòa nhà CCTV trước vụ hỏa hoạn

Tuy nhiên trụ sở chính của CCTV gần đó, một trong những công trình tiêu biểu của thành phố đã được xây dựng đặc biệt trong dịp Thế vận hội do kiến trúc sư Hòa Lan Rem Koolhaas vẽ kiểu, không bị tổn hại.

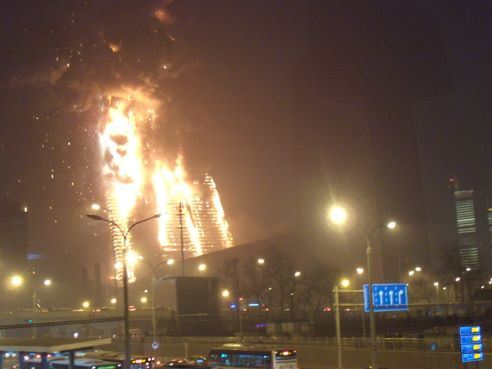
Tòa nhà CCTV 44 bén lửa trước khi hai mạc.

Hỏa hoạn xảy ra lúc 9 giờ tối, từ tầng thứ năm của tòa nhà đang xây cất dở dang của khách sạn Mandarin Oriental dự trù khánh thành trong năm 2009, bao gồm một nhà hát và rạp chiếu bóng. Hàng trăm dân chúng hiếu kỳ cùng du khách đã kéo đến xem và chụp hình cảnh tượng đám cháy ngoạn mục này.
Những tin tức đầu tiên cho biết không có người nào trong cao ốc bị hỏa hoạn. Nguyên nhân cháy là do có người đốt pháo hoa bất hợp pháp gần khi xây dựng, mặc dầu người ta nghi ngờ có thể do từ pháo bông rớt xuống. Vụ hỏa hoạn gây một số thiệt hại nhưng không có thương vong.
Ở Trung Quốc, ngày Nguyên Tiêu được coi là kết thúc mùa lễ hội Tết Nguyên Đán.